# 難波靖治
難波 靖治（なんば やすはる、1929年7月16日 - 2013年11月27日）は、日本のラリードライバー、実業家。
日本人として戦後初めて国際的なラリーイベントで優勝を収めた。ニッサン・モータースポーツ・インターナショナル（NISMO）初代社長。

## 略歴
1948年に多賀工業専門学校機械科（現・茨城大学工学部）を卒業し日産自動車に入社。
1958年9月に当時の日本車の国際的なレベルを知るべく、片山豊の指揮の元オーストラリア・モービルガス・トライアル（俗に「オーストラリア一周ラリー」として知られる）に出場。同ラリーは当時の国際ラリーの中でも過酷なイベントとして有名で、当初は「完走できれば御の字」という気持ちでの参戦だったが、難波らが乗るダットサン210「富士号」は、初出場ながら総合24位でゴールしクラス優勝を飾る。この勝利は戦後国際的なモータースポーツイベントで日本の自動車が挙げた初の勝利となった。
1963年に同社実験部第3実験課長となったためラリードライバーとしては一線を退き、日産の追浜ワークスの実質的な監督となる。1966年にはプリンス自動車と日産が合併したことに伴う組織改編により同社特殊車両部第1実験課長となり、ラリー部門の監督としてサファリラリーを始めとする国際的なラリーイベントへの参戦を指揮。「ラリーの日産」のイメージを築き上げた。一方で社内のテストドライバーとしての活動は継続しており、1964年10月25日にNHKにて放送されたドキュメンタリー『特命試走車』にもドライバーとして登場している。
1984年に日産・大森ワークスを母体にNISMOが設立されると初代社長に就任。同社社長としてル・マン24時間レースや世界ラリー選手権（WRC）に出場する日産ワークスの総指揮を執る立場となった。
1994年にNISMO社長を退任後、日本自動車連盟（JAF）常任理事として、主にJAFにおけるモータースポーツ関連の業務に関わっていたが、2009年にJAF理事を退任。以後は一評論家として活動している。
2013年4月には、モータースポーツ版名球会として同月に発足したゴールドスタードライバーズクラブ（現・レジェンドレーシングドライバーズクラブ）の名誉会長に就任した。同年11月27日、84歳で死去。